# Ahuas
Ahuas è un comune dell'Honduras facente parte del dipartimento di Gracias a Dios.